# Brocchia cinerea
 Brocchia cinerea  (Delile) Vis, 1836  è una specie di piante angiosperme dicotiledoni della famiglia delle Asteraceae, sottofamiglia Asteroideae,  tribù Anthemideae (clade Eurasian grade) e sottotribù Brocchiinae.  Brocchia cinerea è anche l'unica specie del genere  Brocchia  Vis, 1836 e della sottotribù Brocchiinae Oberpr. & Töpfer, 2022.

## Etimologia
Il nome della del genere (Brocchia) è stato dato in onore del naturalista e geologo Giovanni Battista Brocchi (1772-1826). L'epiteto specifico (cinerea) deriva dal latino "cinis" (= colorazione grigio-cenere).
Il nome scientifico della specie (e del genere) è stato definito dal botanico Roberto de Visiani (1800-1878) nella pubblicazione " Pl. Aeg. et Nub. 35" del 1836. Il nome scientifico della sottotribù è stato definito dai botanici Christoph Oberprieler (1964-) e Alisha Töpfer nella pubblicazione "Willdenowia. Mitteilungen aus dem Botanischen Garten und Museum Berlin-Dahlem. Berlin-Dahlem" ( Willdenowia 52(1): 129 ) del 1922.

## Descrizione
Portamento. L'habitus delle specie di questo gruppo è erbaceo annuale; l'indumento è formato da peli basifissi.
Fusto. La parte aerea in genere è eretta, semplice o ramosa. 
Foglie. Le foglie sono disposte in modo alterno. Le forme variano da pennatopartite a pennatosette; talvolta sono da intere a lobate. Le foglie sono carnose e formano delle rosette basali; sono adattate agli ambienti aridi e conservano acqua.
Infiorescenza. Le sinflorescenze sono formate da capolini o solitari o raccolti in lassi corimbi. Le infiorescenze vere e proprie sono composte da un capolino terminale peduncolato di tipo discoide. I capolini sono formati da un involucro, con forme emisferiche, composto da diverse brattee, al cui interno un ricettacolo fa da base ai fiori di due tipi: fiori del raggio (qui assenti) e fiori del disco. Le brattee, a consistenza erbacea con stretti margini membranosi più chiari, sono disposte in modo più o meno embricato su 2 serie. Il ricettacolo, da emisferico a conico, è sprovvisto di pagliette avvolgenti la base dei fiori.
Fiori.  I fiori sono tetra-ciclici (formati cioè da 4 verticilli: calice – corolla – androceo – gineceo) e pentameri (calice e corolla formati da 5 elementi). Si distinguono in:
- fiori del raggio (esterni): sono assenti;
- fiori del disco (centrali): sono numerosi con forme brevemente tubulose (attinomorfe); sono ermafroditi e fertili.

- Formula fiorale:

*/x K {\displaystyle \infty }, [C (5), A (5)], G 2 (infero), achenio
- Calice: i sepali del calice sono ridotti ad una coroncina di squame.

- Corolla: (solo fiori del disco) la forma è tubulare bruscamente divaricata in 4 lobi; i lobi, patenti o eretti, hanno una forma deltata o più o meno lanceolata; il colore è giallo.

- Androceo: l'androceo è formato da 5 stami (alternati ai lobi della corolla) sorretti da filamenti generalmente liberi; gli stami sono connati e formano un manicotto circondante lo stilo. Le antere possono essere sia di tipo basifissa che medifissa (ossia attaccate al filamento per la base – nel primo caso; oppure in un punto intermedio – nel secondo caso).[15] Questa caratteristica ha valore tassonomico in quanto distingue i generi gli uni dagli altri. Il tessuto endoteciale (rivestimento interno dell'antera) è quasi sempre polarizzato (con due superfici distinte: una verso l'esterno e una verso l'interno). Il polline è sferico con un diametro medio di circa 25 micron;  è tricolporato (con tre aperture sia di tipo a fessura che tipo isodiametrica o poro) ed è echinato (con punte sporgenti).

- Gineceo: l'ovario è infero uniloculare formato da 2 carpelli. Lo stilo (il recettore del polline) è profondamente bifido (con due stigmi divergenti) e con le linee stigmatiche marginali separate o contigue. I due bracci dello stilo hanno una forma troncata e possono essere papillosi o ricoperti da ciuffi di peli.

Frutti. I frutti sono degli acheni con forme obovoidi a sezione circolare con 4 coste.  Le coste contengono cellule mucillaginifere  e le “vallecole” (canali longitudinali interposti alle costolature) sono prive del canale resinifero

## Biologia
Impollinazione: l'impollinazione avviene tramite insetti (impollinazione entomogama tramite farfalle diurne e notturne).

Riproduzione: la fecondazione avviene fondamentalmente tramite l'impollinazione dei fiori (vedi sopra).

Dispersione: i semi (gli acheni) cadendo a terra sono successivamente dispersi soprattutto da insetti tipo formiche (disseminazione mirmecoria). In questo tipo di piante avviene anche un altro tipo di dispersione: zoocoria. Infatti gli uncini delle brattee dell'involucro (se presenti) si agganciano ai peli degli animali di passaggio disperdendo così anche su lunghe distanze i semi della pianta. Inoltre per merito del pappo (se presente) il vento può trasportare i semi anche a distanza di alcuni chilometri (disseminazione anemocora).

## Distribuzione e habitat
Le specie di questo gruppo sono distribuite in Africa settentrionale e Penisola Arabica. L'habitat tipico per questa pianta sono i terreni sabbiosi, dove il suo profondo sistema radicale aiuta a stabilizzare il suolo e prevenire l'erosione, mentre assorbe in modo efficiente l'umidità scarsa.

## Sistematica
La famiglia di appartenenza di questa voce (Asteraceae o Compositae, nomen conservandum) probabilmente originaria del Sud America, è la più numerosa del mondo vegetale, comprende oltre 23.000 specie distribuite su 1.535 generi, oppure 22.750 specie e 1.530 generi secondo altre fonti (una delle checklist più aggiornata elenca fino a 1.679 generi). La famiglia attualmente (2021) è divisa in 16 sottofamiglie; la sottofamiglia Asteroideae è una di queste e rappresenta l'evoluzione più recente di tutta la famiglia.

### Filogenesi
Il gruppo di questa voce è descritto nella tribù Anthemideae, una delle 21 tribù della sottofamiglia Asteroideae). Da un punto di vista filogenetico, la tribù Anthemideae fa parte del supergruppo (o sottofamiglia) "Asteroideae grade"; l'altro è il supergruppo "Non-Asteroideae" contenente il resto delle sottofamiglie delle Asteraceae. All'interno del supergruppo è vicina alle tribù Senecioneae, Calenduleae, Gnaphalieae e Astereae.
In base alle ultime ricerche nella tribù sono stati individuati (provvisoriamente) 4 principali lignaggi (o cladi): "Southern hemisphere grade", "Asian-southern African grade", "Eurasian grade" e "Mediterranean clade". La sottotribù del genere di questa voce è compresa nel clade "Eurasian grade".
I caratteri distintivi della specie B. cinerea sono:
- i capolini sono discoidi;
- i fiori tubolosi hanno 4 petali;
- gli acheni sono provvisti di cellule mucillaginifere.

Il numero cromosomico della specie è 2n = 18.
Tempi di divergenza in base all'"orologio molecolare": 11 milioni di anni fa.

### Sinonimi
Sono elencati alcuni sinonimi per questa entità:
- Cenocline cinerea (Delile) K.Koch
- Cotula cinerea  Delile
- Grangea cinerea  (Delile) Link
- Tanacetum cinereum  (Delile) DC.
- Brocchia kotschyi  Schult. ex Schweinf. & Asch.
- Cotula minor  Caruel ex Boiss.